# BBeB
BBeB (de Broad Band eBook) es un formato propietario para libros electrónicos desarrollado por Sony y Canon. Fue diseñado originalmente para el lector de libros electrónicos Sony Librie y fue soportado por todos sus dispositivos de tinta electrónica hasta 2010, fecha en que SONY abandonó el formato.
Los ficheros BBeB usan las siguientes extensiones: LRS , LRF y LRX.
Los ficheros LRS son ficheros XML que cumplen la especificación BBeB Xylog XML. Son el código fuente de los libros en formato BBeB. LRF es la versión compilada del fichero LRS. Si al compilarlo se usa una encriptación DRM se usa la extensión LRX. Las versiones LRF y LRX son las que se distribuyen a los usuarios para su uso en los lectores de tinta electrónica.
El formato LRS tiene publicadas sus especificaciones, pero los formatos LRF y LRX no tienen publicadas sus especificaciones y son propietarios. La conversión (compilación) de LRS a LRF puede hacerse con la herramienta XylogParser.dll. Esta herramienta es gratuita pero actualmente carece de soporte.
En julio de 2010, la tienda de libros electrónicos de Sony (Sony ebook store) dejó de usar el formato BBeB y convirtió todo su catálogo a formato EPUB.

## Software
- Sony Reader - El lector oficial de Sony. Funciona en Windows, Mac y Android.
- QualityEpub - Software gratuito para Windows que permite crear un fichero LRF de alta calidad a partir de cualquier documento de Microsoft Word (DOC, RTF, HTML, TXT). En castellano.